# Немеркнучі Зірки. Раїса Кириченко
«Немеркнучі Зірки: Раїса Кириченко» — два фільми авторського циклу «Немеркнучі Зірки» Олега Бійми.

## Опис
Фільми знято за участі Раїси Кириченко у Києві 8 березня 2000 року, а також у рідному селі.
У фільмах використано фрагменти відезаписів з НТКУ, Будинку звукозапису Українського радіо та Національного палацу мистецтв «Україна».
Сценарій та режисура — Олег Бійма. Оператор — Л.Зоценко. Монтаж — студія Укртелефільм, 2001 рік.
Над фільмами працювали Раїса Проніна, Т.Бойко, В.Щербак, С.Саакян.
Тривалість — 58 хвилин.
Фільм демонструвався в ефірі Каналу «Культура».